# Travno
Travno je gradsko naselje na jugoistoku Novog Zagreba, dijelu grada Zagreba južno od rijeke Save. Graniči s naseljima Utrina, Dugave, Sloboština i Jakuševec. Podjelom ustanovljenom Statutom Grada Zagreba iz prosinca 1999. pripada gradskoj četvrti Novi Zagreb – istok. Površina naselja je 61,2 ha, a pri popisu 2011. imalo je 11.960 stanovnika.
Prostor zapadno od sela Jakuševec na kojemu je sedamdesetih godina dvadesetog stoljeća izgrađeno Travno bilo je veliko obrađeno polje krumpira, pšenice, kukuruza i dr. Prema zemljovidima iz 1930. područje se nazivalo Krčevine. U prostornim planovima iz 1971. godine za nova naselja s novim imenima na prostoru južno od Save taj naziv se gubi. Tada je književnik Gustav Krklec bio zadužen da po starim katastarskim zemljovidima i u razgovoru sa starosjediocima nađe imena koja bi se mogla smatrati autohtonima. Međutim i Utrina i Travno bila su nova imena sa značenjem livade.
Naseljem dominira Mamutica, najveća stambena zgrada u Zagrebu. U središtu naselja je veliki park u kojem se nalaze Osnovna škola Gustava Krkleca, dječji vrtić Travno, te crkva sv. Luke evanđelista. Naselje okružuje Ulica Božidara Magovca, a u unutrašnjost sa sjeverne strane ulazi Kopernikova ulica. 
Poštanski broj naselja je 10010. U njemu djeluju poštanski ured br. 10139, podružnica Knjižnica grada Zagreba, te Međunarodni centar za usluge u kulturi (MCUK) i Kulturni centar Travno. Do središta grada iz Travnoga vodi petnaestak minuta dugačka autobusna veza Zagrebačkog električnog tramvaja (ZET) broj 221.

## Vanjske poveznice
- Službene stranice Grada Zagreba
- [neaktivna poveznica]